# Open Prévadiès 2004
L'Open Prévadiès 2004 è stato un torneo di tennis facente parte della categoria ATP Challenger Series nell'ambito dell'ATP Challenger Series 2004. È stata la prima edizione del torneo e si è giocato a Saint-Brieuc in Francia dal 22 marzo 2004 su campi in terra rossa indoor.

## Vincitori

### Singolare
Olivier Mutis ha battuto in finale  Christophe Rochus con il punteggio di 6–1, 4–6, 6–2

### Doppio
Christophe Rochus /  Tom Vanhoudt hanno battuto in finale  David Škoch /  Jiří Vaněk con il punteggio di 6–0, 6–1